# Liste der Bodendenkmäler in Heimbach (Eifel)
In der Liste der Bodendenkmäler in Heimbach (Eifel) sind alle Bodendenkmäler der nordrhein-westfälischen Gemeinde Heimbach aufgelistet. Grundlage ist die Denkmalliste der Gemeinde. Die Nummerierung hier bezieht sich auf die laufende Nummerierung der amtlichen Liste.
| Denkmalliste Nr. | Kurzbeschreibung                         | Ortsteil | Bezeichnung/Lage   | Bild |
| ---------------- | ---------------------------------------- | -------- | ------------------ | ---- |
| 17 Bo.           | Mittelalterliche Burgwüstung „Thonsburg“ | Heimbach | Am Rurstausee      |      |
| 70 Bo.           | „Bunker Ker 1“ der ehem. Westwall        | Heimbach | Am Rurstausee      |      |
| 66 Bo.           | Archä. Bo. DN 15 Römischer Siedlungspl.  | Heimbach | Am Rurstausee      |      |
| 59 Bo.           | Bodendenkmal „Halsgraben Burg Blens“     | Blens    | St. Georgstraße 13 |      |